# Menterwolde
Menterwolde est une ancienne commune au nord-est des Pays-Bas, dans la province de Groningue, avec 12 500 habitants et une superficie de 82 km². Elle n'existe que depuis 1990, à la suite d'une fusion municipale entre Meeden, Muntendam et Oosterbroek. Elles prirent alors le nom de Menterwolde.
Comme partout dans cette région, il y a eu une grande augmentation de l'industrie au début du XXe siècle. Il y a encore des fabriques et des chantiers navals.
Le village de Menterwolde est bien desservi. Le trajet de l'autoroute A7 passe par la municipalité. Le village de Zuidbroek a une gare sur le trajet de Groningue à Winschoten (une fois par heure le train continue son voyage à Nieuweschans). Il s'y arrête deux trains par heure. Dans le bâtiment de la gare, un musée des chemins de fer du nord des Pays-Bas est en cours de réalisation. On ne sait pas encore quand il sera ouvert.